# Nyitray Dániel
Nyitray Dániel (Miskolc, 1891. július 21. – Miskolc, 1971. január 18.) festő- és szobrászművész. Miskolcon alkotott.

## Élete, munkássága
Pályafutása alatt csak rövid időre hagyta el a szülővárosát. Képzőművészeti tanulmányait az Iparművészeti Főiskolán végezte 1907-től 1912-ig. Oklevelét szobrászatból és keramikából szerezte meg, ennek ellenére arcképfestéssel kezdte a pályáját. 
A Tanácsköztársaság után költözött vissza Miskolcra, és azonnal bekapcsolódott a pezsdülő művészeti életbe. 1919. július 1-jén Meilinger Dezső festőművésszel együtt képzőművészeti szabadiskolát indított. Az oktatás eleinte a katolikus gimnáziumban folyt, majd bérbe vették a Csabai kapuban lévő Egri-féle vízgyógyintézet egyik épületét. Itt csatlakozott hozzájuk Bartus Ödön festőművész. Ebből a szabadiskolából nőtt ki rövid idő alatt a Miskolci Művésztelep. Nyitray 1925-ig alkotott a Művésztelepen.
1934-ben ipariskolai tanári állást vállalt, 1938-tól természettant és vegytant tanított a miskolci Iparostanonc Iskolában. 1941-től Kisvárdán, 1943-tól Szabadkán volt rajztanár. 1945-ben visszatért Miskolcra, ahol rajztanárként dolgozott, majd 1951-től 1961-ig a Lenin Kohászati Művekben volt dekorációs festő.
1947-től a Borsod-Miskolci Képzőművészek Szabad Szervezetének a tagja volt, és vezette a diósgyőr-vasgyári szobrász önképzőkört. Aktív tagja volt a Lévay József Közművelődési Egyesületnek, ő készítette el az egyesület 8 centiméter átmérőjű ezüst jutalomérméjét. Festői munkásságának talán legfontosabb vonulata az emberábrázolás. Kedveltek voltak pasztellel készült portréi, ő készítette el a miskolci koszorús Daláregylet karnagyainak arcképét. Emellett szívesen festett tájképeket is, például az avasi templomról is számos rajzot és festményt készített. Tevékenykedett az alkalmazott grafika területén is, és több érmét is tervezett, illetve készített (például Borsod-Gömör-Kishont megyék leventeérme, a Magyar Atlétikai Szövetség sportérme).
1971-ben hunyt el, az avasi temetőben temették el.

## Válogatott kiállításai
- 1920 – A Miskolci Művésztelep I. csoportkiállítása, Miskolc
- 1924, 1926, 1927, 1928, 1929, 1937 – A Lévay József Egyesület Képzőművészeti Szakosztályának kiállítása, Városháza, Miskolc
- 1936 – Miskolci képzőművészek kiállítása, Korona szálló, Miskolc
- 1945 – A Borsod-Miskolci Képzőművészek Szabad Szervezete által rendezett kiállítás, Miskolc
- 2006 – Elfeledett életművek – Emlékkiállítás, Miskolci Galéria, Miskolc
- 2018 – Az eltűnt színház nyomában I. – Nyitray Dániel színházi grafikái, Színészmúzeum, Miskolc